# 热那亚共和国
热那亚共和国（[re'pybrika 'de 'ze:na]；全名最尊贵的热那亚共和国）是一个大约在11世纪开始建立，發源于意大利西北海岸利古里亚地区的独立城邦，曾控制科西嘉岛等一系列地中海要地，是中世纪后期地中海上的主要海上共和国及商业强国。在16至17世纪之间，它同时也是欧洲的主要金融中心之一。
17世纪之后，热那亚共和国开始慢慢衰退。1798年，共和国被拿破仑治下的法兰西第一共和国灭亡，并在原基础上建立了傀儡国利古里亚共和国。虽然在拿破仑被打败后的1814年，共和国曾经复国，但仅仅存在不到一年时间，便被薩丁尼亞王國吞并。
象征着热那亚共和国的白底红十字徽记与其他三个分别象征着威尼斯共和国、阿马尔菲共和国与比萨共和国的徽记一同构成了现今的意大利海军徽记。英格兰国旗就是从热那亚共和国租借的。

## 兴起
热那亚於10世紀成为了旧意大利王国内一个有著法律自由的塞城。于11世紀左右由几位执政官（拉丁語：consul）管理。热那亚在早期的几个世纪是一个重要的贸易城市，只是仅次于威尼斯这个大城市。热那亚的重要贸易遍布地中海和黑海。前期它的主要对手是比萨，但最终在1288年被热那亚打败，不但从它手中夺取了科西嘉岛，更讓熱那亞獨佔西地中海貿易的鰲頭。於是在1288年後，它的貿易強敵只剩威尼斯這個不死怪物，兩國為了爭奪全歐利潤最高的香料貿易，在東地中海一共發生了四次的威熱戰爭。
此外，在1283年西西里晚祷后安茹和阿拉贡王国的争夺西西里控制权的时候，热那亚的商人们选择了胜出的一方，并全副精力主导西西里经济、给予统治阶级贷款及组织和控制糖和丝绸的生产。除此之外，因热那亚当地是无粮食出产的，所以热那亚要依赖西西里谷物去支持它的人口。因此商人们也垄断了西西里的谷物出口，但马格里布也需要西西里的谷物，所以热那亚以谷物与马格里布作交换而得到了非洲的黄金。

## 衰落
热那亚因跟威尼斯共和国进行128年的威尼斯-熱那亞戰爭（1253-1381年）及關鍵的基奧賈戰爭（1380年），國力大削而衰落。它又经历了欧洲14世纪晚期及15世纪的经济紧缩而开始衰落。1413至1453年間熱那亞共爆發14次革命，1458年被法國佔領，1464年被斯福爾扎家族控制，同時黑海的領地喪失殆盡，在这段时间共和国有一半的領土被法国占领。:490西班牙人和热那亚的「旧贵族」們于热那亚背后筑起山城堡垒围困该市，并于1522年5月30日夺取了热那亚，并令热那亚置于残酷的掠夺浩劫之下。当热那亚海军上将安德烈亚·多里亚联合神圣罗马帝国皇帝查理五世驱逐法国人并维持热那亚的独立时。1523年熱那亞的民兵佔領薩沃納，1525到1526年甚至拆毀該地的碼頭並填塞海港，以致薩沃納試圖暴動甚至甘願投靠土耳其人，1528年熱那亞摧毀當地炮樓並準備改建成堡壘。 :490同年热那亚的银行第一次借贷给查理五世。1566年熱那亞失去在黎凡特的商業中心希俄斯島，1570到1580年成為美洲白銀的集散中心，操控金融的家族不把金錢存在宅第而是購買米蘭與那不勒斯的土地與莊園，或購買西班牙、羅馬或威尼斯的年金債券，17世紀發生經濟衰退但熱那亞1608年仍宣布為自由港。 :495-496

## 复兴
在这之后，热那亚经历过成为西班牙帝国中地位较低的附庸国，热那亚银行家们于他们在塞维利亚的账房特别提出资金支持多位西班牙国王的外交行动。历史学家費爾南·布勞岱爾甚至称1557年至1627年的这段时期为「热那亚的时代」，「是一个文明开化、不为人知、历史学家们长时间忽略的盛世。」，虽然现代的观光者经过热那亚Strada Nova或via Balbi 色彩艳丽的风格主义及巴洛克式的建筑前门时，都无法忽视当地拥有着无比的财富。但这些财产并不是热那亚人所共享，事实上热那亚的财富是集中于一个组织严密的银行金融家圈子里，他们是真正的「风险资本家」。
热那亚银行的借贷活动是起源于1557年西班牙国王腓力二世宣布国家破产，令德国银行业务陷于瘫痪，完结了西班牙金融家支配银行业的时候。热那亚银行家给予周转不灵的哈布斯堡王室一笔流动的贷款和一笔可信定期的收入。为偿还贷款，他们让来源不可靠的美洲白银用船迅速地由塞维利亚运送到热那亚，提供资金予银行为他们作更长远的投资。例如，热那亚银行家安布羅西奧·斯皮諾拉，他就利用资金自己集结和带领了一支军队参与17世纪荷兰的八十年战争。17世纪西班牙的衰落也带来了热那亚的再次衰落，尤其是西班牙王室屡次的破产，令很多热那亚商人倾家荡产。

## 灭亡
热那亚于18世纪继续慢慢衰落，在1768年因科西嘉岛发生地方叛乱而被迫将科西嘉卖给法蘭西王國；但热那亚相当于同时期的威尼斯相比仍较繁荣。1797年热那亚共和国被拿破仑的法國革命軍占领，并推翻了以往热那亚历史中统治该市的领主，并以的利古里亞共和國代替。
拿破仑在夺取法国的权力之后，对热那亚颁布了更保守的法规，但利古里亚共和国只存在一段短时间——在1805年它被法兰西第一帝国吞并，成为法国的亚平宁省、热那亚省和芒特鲁堤（Montenotte）省。
当1814年春季拿破仑被打败之后，英军代表威廉·本廷克勋爵怂恿热那亚地区的领主们宣布恢复热那亚共和国，但热那亚在维也纳会议中被决定劃入薩丁尼亞王國。英军于1814年12月撤退，而热那亚于1815年1月3日被萨丁尼亚吞并。

### 引用
1. 1 2 3   （法）费尔南.布罗代尔. . 汉译世界学术名著丛书. 由唐家龙; 曾培耿翻译. 北京: 商務印書館. 2009. ISBN 9787100064620. NLC 004567822 （中文（简体））.
2. ↑  Braudel 1984.